# Léouville
Léouville is een gemeente in het Franse departement Loiret (regio Centre-Val de Loire) en telt 66 inwoners (2009). De plaats maakt deel uit van het arrondissement Pithiviers.

## Geografie
De oppervlakte van Léouville bedraagt 4,3 km², de bevolkingsdichtheid is dus 15,3 inwoners per km².
De onderstaande kaart toont de ligging van Léouville met de belangrijkste infrastructuur en aangrenzende gemeenten.

## Demografie
Onderstaande figuur toont het verloop van het inwonertal (bron: INSEE-tellingen).